# Rakuten Japan Open Tennis Championships 2022
Rakuten Japan Open Tennis Championships 2022 là một giải quần vợt nam thi đấu trên mặt sân cứng ngoài trời. Đây là lần thứ 47 Giải quần vợt Nhật Bản Mở rộng được tổ chức, và là một phần của ATP Tour 500 trong ATP Tour 2022. Giải đấu diễn ra tại Ariake Coliseum ở Tokyo, Nhật Bản, từ ngày 3–9 tháng 10 năm 2022. Giải đấu được tổ chức trở lại kể từ năm 2019, sau khi giải đấu năm 2020 và 2021 bị hủy do đại dịch COVID-19.

## Nội dung đơn

### Hạt giống
| Quốc gia | Tay vợt          | Xếp hạng1 | Hạt giống |
| -------- | ---------------- | --------- | --------- |
| NOR      | Casper Ruud      | 2         | 1         |
| GBR      | Cameron Norrie   | 8         | 2         |
| USA      | Taylor Fritz     | 12        | 3         |
| USA      | Frances Tiafoe   | 19        | 4         |
| AUS      | Nick Kyrgios     | 20        | 5         |
| AUS      | Alex de Minaur   | 22        | 6         |
| CAN      | Denis Shapovalov | 24        | 7         |
| GBR      | Dan Evans        | 25        | 8         |
| CRO      | Borna Ćorić      | 26        | 9         |

- 1 Bảng xếp hạng vào ngày 26 tháng 9 năm 2022.

### Vận động viên khác
Đặc cách:
- Kaichi Uchida
- Yasutaka Uchiyama
- Yosuke Watanuki

Vượt qua vòng loại:
- Rio Noguchi
- Ramkumar Ramanathan
- Sho Shimabukuro
- Yuta Shimizu

Thua cuộc may mắn:
- Hiroki Moriya

### Rút lui
- Jenson Brooksby → thay thế bởi  Tseng Chun-hsin
- Marcos Giron → thay thế bởi  Kamil Majchrzak
- Cameron Norrie→ thay thế bởi  Hiroki Moriya
- João Sousa → thay thế bởi  Steve Johnson
- Alexander Zverev → thay thế bởi  Alexei Popyrin

## Nội dung đôi

### Hạt giống
| Quốc gia | Tay vợt            | Quốc gia | Tay vợt              | Xếp hạng1 | Hạt giống |
| -------- | ------------------ | -------- | -------------------- | --------- | --------- |
| AUS      | Thanasi Kokkinakis | AUS      | Nick Kyrgios         | 34        | 1         |
| AUS      | Matthew Ebden      | AUS      | Max Purcell          | 69        | 2         |
| BRA      | Rafael Matos       | ESP      | David Vega Hernández | 74        | 3         |
| GBR      | Dan Evans          | AUS      | John Peers           | 108       | 4         |

- Bảng xếp hạng vào ngày 26 tháng 9 năm 2022.

### Vận động viên khác
Đặc cách:
- Toshihide Matsui /  Kaito Uesugi
- Yoshihito Nishioka /  Kaichi Uchida

Vượt qua vòng loại:
- Sander Gillé /  Joran Vliegen

### Rút lui
- Taro Daniel /  Marcos Giron → thay thế bởi  Brandon Nakashima /  Hunter Reese
- Miomir Kecmanović /  João Sousa → thay thế bởi  Hans Hach Verdugo /  Miomir Kecmanović
- Pedro Martínez /  Cameron Norrie → thay thế bởi  Pedro Martínez /  Bernabé Zapata Miralles

## Nhà vô địch

### Đơn
- Taylor Fritz đánh bại  Frances Tiafoe, 7–6(7–3), 7–6(7–2)

### Đôi
- Mackenzie McDonald /  Marcelo Melo đánh bại  Rafael Matos /  David Vega Hernández, 6–4, 3–6, [10–4]